# Markovo Kale
Markovo Kale (makedonska: Марково Кале) är ett berg i Nordmakedonien. Det ligger i kommunen Čaška, i den centrala delen av landet, 60 kilometer söder om huvudstaden Skopje. Toppen på Markovo Kale är 778 meter över havet.